# Anatonu
Anatonu es una comuna asociada de la comuna francesa de Raivavae que está situada en la subdivisión de Islas Australes, de la colectividad de ultramar de Polinesia Francesa. Su población, de acuerdo con el censo de 2017, es de 237 habitantes.

## Composición
La comuna asociada de Anatonu comprende una fracción de la isla de Raivavae y los dos motus más próximos a dicha fracción:
| Comuna asociada de Anatonu      |                  |                  |                    |
| Fracción de la isla de Raivavae | Población (2012) | Superficie (km²) | Densidad (hab/km²) |
| Anatonu                         | 253              | 999              | 999                |
| Islotes                         | Población (2012) | Superficie (km²) | Densidad (hab/km²) |
| Haaamu                          | 999              | 999              | 999                |
| Hotuatua                        | 999              | 999              | 999                |

## Demografía
| Gráfica de evolución demográfica de Anatonu entre 1977 y 2012 |
|                                                               |

Fuente: Insee